# Manuel Veloso da Costa
Manuel Veloso da Costa foi um sertanista do século XVII. Em 1674, era capitão de ordenanças e escrivão no Paranaguá. Integrou o grupo encarregado por Rodrigo de Castelo Branco para pesquisas minas do sul do Brasil